# Stunts
Stunts (также известна под названием 4D Sports: Driving) — компьютерная игра в жанре автосимулятора, разработанная компанией Distinctive Software, Inc.. Издателем игры выступила компания Brøderbund и позже Mindscape , релиз в США состоялся в 1990, в Англии в 1991 году. Изначально игра была выпущена для IBM PC, позже портирована на Amiga.
Игроку предоставляется возможность участвовать в гонках, совершая каскадёрские трюки. Важной особенностью игры является встроенный редактор, который позволяет пользователю создавать новые трассы или изменять существующие.

## Сравнение с аналогами
Игра была выполнена явно под влиянием Hard Drivin и Stunt Driver. Тщательно прорисованные кокпиты автомобилей напоминали ранние игры серии Test Drive от Accolade.

## Игровой процесс
Перед стартом игры игроку нужно выбрать трассу и одного оппонента, либо игру на время. Все оппоненты (6 человек: Bernie "Squealin'" Rubber, Herr Otto Partz. Joe "Smokin'" Stallin, Cherry Chassis, Helen Wheels, Skid Vicious) обладают разным мастерством и стилем вождения. Игровая зона ограничена большим полем, окруженный забором. Нужно первым прийти к финишу, избегая столкновений с препятствиями или соперником.
В случае аварии игрок или оппонент выбывает из гонки и победа автоматически переходит к оставшемуся участнику.

## Игровой движок
В игре представлен 3D-движок с плоским затенением без текстур, он использует полигональную графику для большинства объектов, в том числе деревьев и дорожных знаков. Разрешение экрана 320 х 200, 256 цветов. Игра имеет относительно развитый псевдо-физический движок для своего времени, который может имитировать избыточную и недостаточную поворачиваемости, сцепление с дорогой зависит от скорости и типа дорожного покрытия: обычная дорога с твердым покрытием, грунтовым, скользким (зимним), трава (съехав с дороги).
Есть четыре доступные камеры во время игры и просмотра геймплея.
Игра включает в себя стандартную для своего времени защиту от копирования: каждый раз после запуска программы игрок должен найти нужное слово в фирменном печатном руководстве. Если игрок не может сделать это в течение трех раз - игра запустится как обычно. Однако через несколько секунд после начала гонки  машина игрока взорвется (как при столкновении), а игра вернется в главное меню.

## Автомобили
В игре 11 автомобилей, их можно выбирать как для игрока, так и для соперника.  Коробка передач автоматическая или механическая.
- Acura NSX
- Audi Quattro Sport
- Chevrolet Corvette ZR1
- Ferrari 288 GTO
- Jaguar XJR-9 IMSA
- 25th Anniversary Lamborghini Countach
- Lamborghini LM002
- Lancia Delta HF Integrale 16v
- Porsche 962 IMSA
- Porsche 911 Carrera 4 (the 964 version)
- Porsche March IndyCar

## Трассы
Трассы включают в себя обычное асфальтовое покрытие(серый цвет), грунтовое (коричневый цвет) и зимнее(белого цвета).

## Редактор трасс
Помимо встроенных в игру трасс игра предоставляла редактор трасс, с помощью которого игрок мог создать свою трассу или изменить уже существующие.

## Клоны и аналоги
- Ultimate Stunts — кроссплатформенный свободный и бесплатный клон, распространяемый на условиях GNU GPL. Использует OpenGL.[1]